# Tomosvaryella sachtlebeni
Tomosvaryella sachtlebeni är en tvåvingeart som först beskrevs av Aczel 1940.  Tomosvaryella sachtlebeni ingår i släktet Tomosvaryella och familjen ögonflugor. Inga underarter finns listade i Catalogue of Life.